# Вила Сан Никола (Кјети)
Вила Сан Никола (итал. Villa San Nicola) је насеље у Италији у округу Кјети, региону Абруцо.
Према процени из 2011. у насељу је живело 379 становника. Насеље се налази на надморској висини од 113 м.